# Хилдбургхаузен
Хилдбургхаузен (на немски: Hildburghausen) е окръжен град на окръг Хилдбургхаузен в Тюрингия (Германия) с 11 695 жители (към 31 декември 2012). Намира се в долината на Вера, на 20 км южно от Зул, и 25 км северозападно от Кобург.
Споменат е за пръв път в документ през 1234 г. като „Hilteburgehusin“ или „Villa Hilperti“. От 1680 г. градът е резиденция на княжество Саксония-Хилдбургхаузен.